# National Provincial Championship Division 2 1991
La National Provincial Championship Division 2 1991 fue la decimosexta edición de la segunda división del principal torneo de rugby de Nueva Zelanda.

## Sistema de disputa
El torneo se disputa en formato todos contra todos a una sola ronda, el equipo que logra el mayor puntaje al finalizar el torneo se corona campeón y asciende a la Primera División, mientras que el último clasificado desciende directamente a la Tercera División.

## Campeonato
Tabla de posiciones
| Pos. | Equipo         | Encuentros | Encuentros | Encuentros | Encuentros | Tantos | Tantos | Tantos | PB | PB | Puntos |
| Pos. | Equipo         | PJ         | PG         | PE         | PP         | F      | C      | Dif    | BO | BD | Puntos |
| ---- | -------------- | ---------- | ---------- | ---------- | ---------- | ------ | ------ | ------ | -- | -- | ------ |
| 1.º  | King Country   | 7          | 6          | 0          | 1          | 255    | 49     | +206   | 0  | 1  | 25     |
| 2.º  | Southland      | 7          | 6          | 0          | 1          | 192    | 132    | +60    | 0  | 0  | 24     |
| 3.º  | Manawatu       | 7          | 5          | 0          | 2          | 253    | 113    | +140   | 0  | 1  | 21     |
| 4.º  | Thames Valley  | 7          | 4          | 0          | 3          | 123    | 141    | -18    | 0  | 1  | 17     |
| 5.º  | Wairarapa Bush | 7          | 2          | 0          | 5          | 117    | 125    | -8     | 0  | 4  | 12     |
| 6.º  | Poverty Bay    | 7          | 2          | 0          | 5          | 117    | 265    | -148   | 0  | 1  | 9      |
| 7.º  | Marlborough    | 7          | 2          | 0          | 5          | 100    | 201    | -101   | 0  | 1  | 8      |
| 8.º  | Wanganui       | 7          | 1          | 0          | 6          | 83     | 214    | -131   | 0  | 0  | 4      |

|  | Campeón, disputa el repechaje con el 9° puesto de Primera División. |
|  | Repechaje frente al campeón de la División 3.                       |
|  | Desciende a Tercera División.                                       |

| Bandera de Nueva Zelanda |
| Campeón Hawke's Bay      |
| Segundo título           |

## Promoción
| 12 de octubre | Marlborough | 25 - 27 | South Canterbury |  |  |

- South Canterbury asciende de categoría para la próxima temporada.